# Inzko
Inzko je priimek več oseb:
- Bernarda Fink Inzko (*1955), slovenska pevka
- Valentin (Zdravko) Inzko (1923-2002), šolnik in narodnopolitični delavec
- Valentin Inzko (1949-), avstrijski diplomat, narodnopolitični delavec